# María Tolstova
María Ilichina Tolstova (en ruso: Мария Ильинична Толстова; Mariinsk, RSFS de Rusia, 15 de mayo de 1918 - Kolchugino, Rusia, 8 de enero de 2004) fue una comandante de vuelo soviética que combatió en la Segunda Guerra Mundial en las filas del 175.º Regimiento de Aviación de Ataque de la Guardia, y una de las pocas mujeres que voló el avión de ataque a tierra Ilyushin Il-2.

## Biografía
María Tolstova nació el 15 de mayo de 1918 en la localidad de Mariinsk en la gobernación de Tomsk en lo que en esa época era la RSFS de Rusia (la Unión Soviética no se constituyó formalmente hasta finales de 1922). Se quedó huérfana a una edad muy temprana, por lo que vivió en un internado durante gran parte de su juventud. Después de terminar la escuela, trabajó en una estación de tren y más tarde como maestra de escuela antes de convertirse en instructora de vuelo en un club de vuelo de la asociación paramilitar OSOAVIAJIM (Unión de Sociedades de Asistencia para la Defensa, la Aviación y la Construcción Química de la URSS).
A pesar de su experiencia como instructora de vuelo y en la aviación, poco después de la invasión alemana de la Unión Soviética, Tolstova, se ofreció como voluntaria para convertirse en oficial médico para ser enviada al frente. Se desempeñó brevemente como médico de campo en el 5.º Regimiento Aerotransportado de la Guardia, donde ayudó a cientos de soldados heridos, antes de que se concediera su solicitud de transferencia a la aviación. Inicialmente, trabajó como instructora de vuelo en el 11.° Regimiento Independiente de Entrenamiento, donde entrenó a treinta y seis pilotos, antes de ser enviada al 175.° Regimiento de Aviación de Ataque de la Guardia en 1944. Allí, realizó 42 incursiones en el Il-2 hasta el final de la guerra.
Después de la guerra, trabajó para la flota aérea civil, transportando carga en un Po-2 hasta que se retiró de la aviación en 1959. Después vivió y trabajó en la ciudad de Kolchugino en el óblast de Vladímir, hasta su muerte el 8 de enero de 2004.

## Condecoraciones
|  | Orden de la Bandera Roja, dos veces (29 de marzo de 1945 y 30 de abril de 1945)  |
|  | Orden de la Guerra Patria de 2.do grado (6 de abril de 1945)                     |
|  | Orden de la Estrella Roja (15 de septiembre de 1944)                             |
|  | Medalla al Valor (10 de marzo de 1943)                                           |
|  | Medalla por la Conquista de Berlín (1945)                                        |
|  | Medalla por la Victoria sobre Alemania en la Gran Guerra Patria 1941-1945 (1945) |